# Parecis
Parecis est une municipalité brésilienne située dans l'État du Rondônia.